# Teatr Balbusa

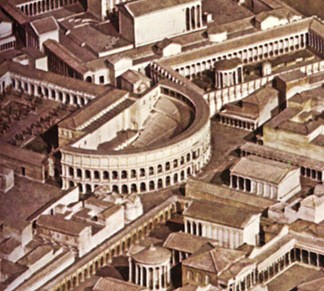
Teatr Balbusa na makiecie starożytnego Rzymu

Teatr Balbusa – nieistniejący obecnie starożytny teatr, wzniesiony w I wieku p.n.e. w południowej części Pola Marsowego w Rzymie. Był to jeden z trzech, obok Teatru Pompejusza i Teatru Marcellusa, rzymskich teatrów.
Budowla została ufundowana przez Lucjusza Korneliusza Balbusa, prokonsula Afryki, dla uczczenia jego zwycięstwa nad Garamantami w 19 roku p.n.e. Oddano ją do użytku w 12 roku p.n.e. Był to najmniejszy z rzymskich teatrów, z miejscami szacowanymi na 7700 osób. Składał się z budynku scenicznego oraz widowni. Zgodnie ze świadectwem Pliniusza Starszego (Historia naturalna 36,60) w teatrze znajdowały się cztery kolumny wykonane z onyksu. Budowla spłonęła w pożarze za panowania Tytusa w 80 roku n.e., odbudowano ją jednak za Domicjana.
Teatr nie zachował się do czasów współczesnych, jego położenie udało się jednak dokładnie ustalić dzięki Forma Urbis Romae. Zorientowana wzdłuż osi wschód-zachód budowla wzniesiona została z betonu, z zewnątrz obłożona była natomiast blokami z trawertynu. Zarys półkolistej widowni jest do dziś widoczny na planie miasta, wpisano w nią bowiem linię nowożytnych pałaców i kamienic. Fragmenty konstrukcji zachowały się w podziemiach sąsiedniej budowli, znanej jako Crypta Balbi.